# Roger de Montebello
Pour les articles homonymes, voir Montebello.
 (avril 2023).
Roger de Montebello (né à Paris en 1964) est un peintre.

## Biographie
Roger de Montebello découvre très tôt les lieux qui inspireront plus tard sa peinture : Venise, la Méditerranée, l'Espagne. Ses études l'emmènent à Séville où il acquiert les bases de la peinture à la faculté des beaux-arts, puis à Harvard où il étudie à la fois la pratique picturale et l'histoire de l'art (Bachelor of Arts, 1988). De retour en Europe, il ne tarde pas à se consacrer entièrement à son art. Venise, Paris et Séville sont ses bases actuelles ; il travaille beaucoup en plein air. 
Ses voyages le portent souvent sur les rivages de la mer Méditerranée ; il réalise principalement des tableaux de petit format exécutés d'après nature. Au cours de périodes en atelier, il réalise de plus grands formats.
Ses thèmes principaux sont les vues urbaines (notamment Venise), la corrida (peinte sur le vif) et les portraits. En 1994, René Huyghe, éminent spécialiste de la peinture et membre du Comité français pour la sauvegarde de Venise  écrit : « Lumière, couleur et construction plastique se partagent le talent des peintres. Montebello a su les associer à un degré égal dans sa recherche, dotée de ce fait d'une richesse exceptionnelle ». Depuis, certains auteurs et personnalités du monde de l'art, souvent proches de Venise,,,, suivent et soutiennent son travail. Une grande exposition lui a été consacrée au Musée Correr de mai à septembre 2017, dont Jean Clair était le commissaire et Gabriella Belli le directeur artistique. Un certain nombre d'articles de presse lui ont également été consacrés.

## Expositions personnelles
- 2017 Musée Correr, Venise.
- 2010 Artheme Galerie, Paris.,
- 2009 Artheme Galerie, Paris,
- 2005 Galeria Estandarte, Madrid,
- 2004 Gallery Holly Snapp, Venise,
- 2004 Galerie Pelar Greenport, New York,]
- 2003 Bernard Chauchet Contemporary Art, Londres,
- 2002 Artemis Fine Arts, Paris,
- 1999 W.M. Brady & Co., New York,
- 1996 Alliance française (ACIF), Venise,
- 1993 Service culturel de l’Ambassade de France, New York,
- 1992 Exposition Montjoye-d'Humières, 79 rue La Boétie, Paris.